# 野平一郎
野平 一郎（のだいら いちろう、1953年5月5日 - ）は、日本の作曲家、ピアニスト。

## 略歴
東京生まれ。東京芸術大学附属音楽高等学校を経て、東京芸術大学音楽学部作曲科卒業、同大学院修了。渡仏し、アンサンブル・イティネレールのピアニストを務め、パリ国立高等音楽院を卒業。間宮芳生、永冨正之、アンリエット・ピュイグ＝ロジェ、ベッツィー・ジョラス、セルジュ・ニグ、ミシェル・フィリッポ他に師事。東京芸術大学音楽学部教授（2021年3月定年退職）を経て、現在同大名誉教授。東京音楽大学教授（2023年4月学長就任）、静岡音楽館AOI音楽監督、東京文化会館音楽監督、日本フォーレ協会会長、日本ベートーヴェンクライス代表、オーケストラ・ニッポニカミュージック・アドヴァイザーを務め、作曲家・演奏家として精力的に活動している。作品はアンリ・ルモワンヌ社他から発売されている。妻は、作曲家・音楽評論家の野平多美。

## 受賞歴
- 1995年 - 中島健蔵音楽賞
- 1996年 - 尾高賞
- 1996年 - 芸術選奨新人賞
- 1996年 - 京都音楽賞実践部門賞
- 2004年 - サントリー音楽賞
- 2005年 - 芸術選奨文部大臣賞
- 2010年 - 静岡県文化奨励賞
- 2013年 - 尾高賞
- 2012年 - 紫綬褒章[4]
- 2019年 - 日本芸術院賞

## 主な作品
- 1982年 - 錯乱のテクスチュア I
- 1991年 - 挑戦への14の逸脱
- 1995年 - 室内協奏曲第1番
- 2002年 - 炎の弦
- 2004年 - 冬の四重奏曲
- 2005年 - オペラ「マドルガーダ」

## 著書
- 『作曲家から見たピアノ進化論』音楽之友社 2015

### 翻訳
- ピエール・ブーレーズ『参照点』笠羽映子共訳 書肆風の薔薇 叢書言語の政治 1989
- オリヴィエ・メシアン,イヴォンヌ・ロリオ=メシアン『メシアンによるラヴェル楽曲分析』丹波明監修 全音楽譜出版社 2007